# جاكوب بورنس
جاكوب بورنس (بالإنجليزية: Jacob Burns)‏ (21 أبريل 1978 سيدني أستراليا - ) هو لاعب كرة قدم أسترالي يلعب كلاعب وسط.

## روابط خارجية
- جاكوب بورنس على موقع الاتحاد الدولي (مؤرشف)  (الإنجليزية)
- جاكوب بورنس على موقع قاعدة بيانات كرة القدم.إي يو (الإنجليزية)
- جاكوب بورنس على موقع ناشيونال فوتبول تيمز (الإنجليزية)
- جاكوب بورنس على موقع Soccerbase.com (لاعب) (الإنجليزية)
- جاكوب بورنس على موقع Soccerway.com (الإنجليزية)
- جاكوب بورنس على موقع عالم كرة القدم.نت (الإنجليزية)